# Élections régionales de 1992 en Guadeloupe
Pour un article plus général, voir Élections régionales françaises de 1992.
Les troisièmes élections régionales de la région Guadeloupe ont eu lieu le 22 mars 1992.

## Contexte et listes candidates

### Liste RPR-UDF officielle
La liste « Guadeloupe d'abord » est conduite par Lucette Michaux-Chevry, ancienne présidente du Conseil général. Elle tente de ne pas trop être associé à l'opposition de droite a niveau national.

### Liste RPR dissidente 1
Elle est menée par Marlène Captant, présidente de la fédération locale, qui veut une campagne plus centrée sur l'opposition au gouvernement.

### Liste RPR dissidente 2
Les élus RPR de Saint-Martin, déçus des places qui leur sont promises sur la liste officielle et voulant un statut particulier, décident de monter leur propre liste. Louis-Constant Fleming, conseiller régional sortant en est la tête de liste.

### Liste Divers droite
Thélème Gédéon, directeur de la Caisse régionale du Crédit agricole conduit une liste de socioprofessionnels, regroupant « tous ceux qui en ont ras-le-bol » du fait que « l'argent des contribuables est dilapidé et que les caisses des collectivités sont vides ».

### Liste socialiste
La liste de la Fédération guadeloupéenne du Parti socialiste n'est pas menée par le président sortant de la région, Félix Proto mais par le député Frédéric Jalton, « patriarche incontesté de la fédération ».
En effet la région est confrontée à des difficultés budgétaires, le président voulant développer sa région : construction de 6 lycées, des ponts de la Gabarre, refonte du système routier, la mise en chantier de Pôle Caraïbes.
Mais cette volonté modernisatrice faisait de l'ombre au président du Conseil général, Dominique Larifla pourtant du même parti que lui.

### Liste socialiste dissidente
Elle est créée par Dominique Larifla, président du Conseil général, député et maire de Petit-Bourg. Il se pose en garant des comptes budgétaires et veut baisser les dépenses.
Cette liste incarne la résistance des notables locaux devant l'action rénovatrice du président Félix Proto. Il a aussi bénéficié de l'éclatement du PCG en 1991, les scissionaires, réunit dans le PPDG le soutenant au Conseil général.

### Liste PSG
José Toribio, maire DVG du Lamentin depuis le décès en 1991 de son père René Toribio, ressort des placards le parti créé par celui-ci, le Parti socialiste guadeloupéen (PSG). Son père l'avait créé après la signature du programme commun de la gauche en 1972, étant opposé aux alliances avec les communistes et à l'autonomie que proposait le nouveau parti socialiste.
Il mène une campagne assez sale, accusant d'adultère plusieurs élus sortants.

### Liste communiste
Le PCG, ancien principal parti de gauche de l'île est très affaiblit par la scission l'année précédente de ses notables, qui ont créé le PPDG. Le parti communiste soutient fortement l'action du président sortant Félix Proto, quand les scissionaires se sont fait récupérer au département par Dominique Larifla.

### Liste PPDG (diss PCG)
C'est un parti tout neuf, créé par les notables du PCG, Ernest Moutoussamy (député et maire de Saint-François), Henri Bangou (maire de Pointe-à-Pitre) et Jérôme Cléry (maire de Basse-Terre) en 1991, après l'effondrement du bloc de l'Est. Dans le duel à gauche entre Félix Proto et Dominique Larifla, il regroupe ceux qui suivent ce dernier dans sa volonté de renverser le premier.

### Liste UPLG
Pour la première fois, les indépendantistes de l'UPLG participent aux élections. Roland Thésauros, universitaire mène la liste, qui compte en sont sein l'écrivaine Maryse Condé.

### Liste Combat ouvrier
Elle est menée de nouveau par Gérard Séné, fondateur de Combat ouvrier.

## Résultats
| Tête de liste  | Tête de liste          | Liste          | Premier tour | Premier tour | Premier tour | Sièges | Sièges | Sièges    |
| Tête de liste  | Tête de liste          | Liste          | #            | %            | Évolution    |        | %      | Évolution |
| -------------- | ---------------------- | -------------- | ------------ | ------------ | ------------ | ------ | ------ | --------- |
|                | Lucette Michaux-Chevry | RPR-UDF        | 35 590       | 29,27        | 15,36        | 15     | 36,59  | 4         |
|                | Frédéric Jalton        | FGPS           | 21 226       | 17,45        | 10,40        | 9      | 21,95  | 3         |
|                | Dominique Larifla      | diss FGPS      | 18 706       | 15,38        | n/a          | 7      | 17,07  | 7         |
|                | Ernest Moutoussamy     | PPDG           | 13 108       | 10,78        | n/a          | 5      | 12,20  | 5         |
|                | Mona Cadoce            | PCG            | 7 096        | 5,83         | 17,95        | 3      | 7,32   | 7         |
|                | Roland Thésauros       | UPLG           | 6 673        | 5,48         | n/a          | 2      | 4,88   | 2         |
|                | Louis-Constant Fleming | RPR diss       | 4 762        | 3,91         | n/a          |        |        |           |
|                | José Toribio           | PSG            | 3 664        | 3,01         | n/a          |        |        |           |
|                | Thélème Gédéon         | DVD            | 3 608        | 2,96         | n/a          |        |        |           |
|                | Marlène Captant        | RPR diss       | 3 527        | 2,90         | n/a          |        |        |           |
|                | Gérard Séné            | CO             | 1 081        | 0,88         | 0,53         |        |        |           |
|                | Christian Charles      | DVG            | 974          | 0,80         | n/a          |        |        |           |
|                | Gérard Lauriette       | Indép          | 887          | 0,72         | n/a          |        |        |           |
|                | Max Ganot              | GRS            | 687          | 0,56         | n/a          |        |        |           |
|                |                        |                |              |              |              |        |        |           |
| Inscrits       | Inscrits               | Inscrits       | 225 794      | 100,00       | 36 863       |        |        |           |
| Votants        | Votants                | Votants        | 132 112      | 58,51        | 11,70        |        |        |           |
| Blancs et nuls | Blancs et nuls         | Blancs et nuls | 10 523       | 7,97         | 5,35         |        |        |           |
| Exprimés       | Exprimés               | Exprimés       | 121 589      | 92,03        |              |        |        |           |

## Négociations tortueuses et annulation
Après l'élection, où les forces de gauche précédemment alliés possèdent une majorité de 24 sièges sur 41, les partisans de Dominique Larifla (les dissidents FGPS) s'allient avec la droite pour faire élire Lucette Michaux-Chevry présidente de région. Le PPDG rejoint le bureau régional juste après.
La nouvelle majorité est liée à la profonde inimitié entre les ténors socialistes qui, chacun voulant exclure l'autre de la majorité, ont profondément recomposer le paysage politique guadeloupéen autour de personnalités plus que de partis et d'idéologies.
Cette élection est annulée en décembre 1992 en application de la loi sur le financement des campagnes électorales, pour des documents reçus en retard.